# De beproeving
De beproeving is een post-apocalyptische horrorroman van de hand van de Amerikaanse auteur Stephen King. Het boek werd in 1978 onder de titel The Stand door uitgever Doubleday in de Verenigde Staten uitgebracht en verscheen zes jaar later voor het eerst in Nederlandse vertaling. Het verhaal werd in 1994 door Mick Garris  verfilmd.

## Inhoud
Het verhaal begint met het uitbreken van een zeer dodelijk virus, Captain Trips genaamd. Dit virus is in feite een biologisch wapen, dat uitbreekt doordat een besmette bewaker, Charles D. Campion, na een onbekend ongeluk voor het werd verzegeld uit een laboratorium ontsnapt. De overheid tracht de infectiehaarden te isoleren en de zaak in de doofpot te stoppen. Op het moment dat de ziekte definitief niet meer te stoppen is, wordt de verantwoordelijke voor het project, generaal Starkey, door de president ontslagen, maar hij geeft in een uiterste poging Project Blue, zijn levenswerk, geheim te houden, snel opdracht het virus opzettelijk naar Rusland, China en Oost-Europa te verspreiden.
Captain Trips verloopt in vier fasen. Wie besmet raakt, doorloopt ze soms alle vier binnen twee dagen, maar kan ook soms de indruk maken weer te herstellen. Dit is schijn, wie besmet raakt komt te overlijden. Slechts een klein deel van de bevolking is immuun, en wordt niet ziek. Het ziekteverloop duurt ongeveer 2 tot 12 dagen, meestal 2-3 dagen, en tijdens deze hele periode is de patiënt besmettelijk. Zelfs een kort contact is al voldoende om de besmetting over te dragen. De fasen zijn:
- Fase 1: Incubatietijd. De patiënt is symptoomloos maar wel besmettelijk. Medisch onderzoek kan de besmetting wel aantonen (gewijzigd bloedbeeld, ongebruikelijke bloeddrukvariaties). Dit maakt de ziekte nog gevaarlijker: voordat men weet wat de patiënt onder de leden heeft, heeft hij al zeer veel mensen besmet.
- Fase 2: De patiënt vertoont symptomen van een zware verkoudheid: Hoesten, niezen en eventueel lichte koorts. De meesten blijven hun dagelijkse bezigheden voortzetten en verspreiden de besmetting hiermee nog verder.
- Fase 3: De symptomen uit fase 2 worden ernstiger en de patiënt krijgt hoge koorts, opgezwollen klieren, vermoeidheid, spierpijn, overmatige slijmvorming en pijn bij het plassen. De symptomen lijken op zware griep of longontsteking. De patiënt zal nu wel een dokter of ziekenhuis opzoeken en het bed houden.
- Fase 4: De opgezette klieren resulteren in paarse en later zwarte zwellingen in de nek, onder de ogen en in de liezen, wat aan de pest doet denken, en de ziekte de bijnaam "bandennek" geeft. De patiënt krijgt door de hoge koorts voortdurend koortsdelieren, hoewel zich soms momenten van herkenning voordoen. Dood door ademstilstand kan niet worden afgewend.

Dat zorgt, gecombineerd met de extreme besmettelijkheid en mortaliteit, dat ruim 99% van de wereldbevolking in korte tijd sterft. De overheid blijft volhouden dat het slechts een zeer hardnekkige griepgolf betreft, al sterven de mensen als vliegen. De president houdt -nu zelf ook besmet- nog een laatste toespraak waarin hij de mensen tot kalmte maant. Plunderaars en journalisten worden doodgeschoten, tot ook de overheid door de ziekte zijn grip verliest.  Een deel van de bevolking, van mensen die immuun waren, overlijdt ook door de indirecte gevolgen van de ziekte, zoals rellen, ongevallen en verwondingen en kwalen die zonder medische hulp dodelijk aflopen en er pleegt een aantal, overmand door het verlies van hun dierbaren, zelfmoord.
De overlevenden van de ziekte proberen de maatschappij, die in het boek voornamelijk beperkt wordt tot de Verenigde Staten, opnieuw op te bouwen, maar zij blijken daarin verschillende plannen te hebben, waardoor in de loop van het verhaal een tweestrijd tussen hen ontstaat. Ze dromen over een oude vrouw of van een duistere man die hen roept. De 'goeden', die zich onder leiding van de hoogbejaarde vrouw Abagail Freemantle in Boulder hebben verzameld, moeten het opnemen tegen de kwaadaardige demonische leider Randall Flagg, die de wereld vanuit Las Vegas geheel naar zijn hand probeert te zetten. De Vrije Zone in Boulder is een democratische samenleving geïnspireerd door moeder Abagail en haar geloof in God. Ze herstellen de electriciteit en stellen een Permanente Commissie in die de regering van de Zone vormt. Randall Flagg bezit duivelse krachten en regeert met ijzeren vuist en bestraft zelfs de kleinste vergrijpen en ongehoorzaamheid met straffen als kruisiging. Hij timmert veel harder aan de weg aan de heropbouw van de samenleving en een krijgsmacht. De pyromaan "Trashcan Man" helpt Flagg bij zijn speurtocht naar massavernietigingswapens, die hij tegen de Vrije Zone wil inzetten. Flagg bouwt een luchtmacht op en beschikt over onder andere parathion, napalm, tanks en vlammenwerpers.
De Vrije Zone stuurt drie spionnen naar Las Vegas, die op een na gevangen worden genomen en gedood, maar dit gaat niet helemaal zoals Flagg het wil. De eerste, de gepensioneerde rechter Farris, wordt in Idaho gedood maar uit nervositeit schiet de wachtpost zijn gezicht weg terwijl Flagg zijn hoofd onbeschadigd wilde laten om dit naar Boulder terug te sturen. De wachtpost bezegelt hiermee zijn eigen lot en wordt door Flagg voor straf langzaam en pijnlijk vermoord. De tweede spion, Dayna Jurgens, pleegt zelfmoord voor ze de derde spion Tom Cullen kan verraden. Dit zijn de eerste tekenen dat Flaggs bovennormale krachten niet onbeperkt zijn.
De derde spion, de zwakzinnige Tom Cullen, ontsnapt, wat de reputatie van Flagg geen goed doet. Nog slechter voor Flaggs imago zijn de vernielingen die Trashcan Man aanricht in een vlaag van waanzin. Alle piloten komen hierdoor om en Flaggs geplande bombardement van Boulder, uit wraak wegens het sturen van de spionnen, kan niet doorgaan.
In de Vrije Zone proberen Nadine Cross en Harold Lauder met dynamiet het bestuur uit te schakelen, wat echter tot Flaggs woede grotendeels mislukt. Nadine is voorbestemd om van Flagg zwanger te raken, en nadat Flagg Harold heeft doen verongelukken verkracht hij haar in de woestijn. Door deze demonische paring wordt Nadine waanzinnig, maar in een moment van helderheid beseft ze dat ze aan de verkeerde kant heeft gestaan en provoceert ze Flagg haar te doden. Hiermee vernietigt Flagg tevens zijn ongeboren kind.
Ten slotte trekt een groepje van vier, Larry Underwood, Stu Redman, Glen Bateman en Ralph Brentner, op verzoek van God en de stervende Moeder Abagail naar Las Vegas om Flagg te confronteren. Stu breekt onderweg zijn been en moet achterblijven, maar de rest wordt in Utah opgepakt en naar Las Vegas gebracht. Glen Bateman wordt doodgeschoten door Lloyd na Randall Flagg belachelijk te hebben gemaakt. Wederom wordt hier duidelijk dat Flaggs macht niet onbeperkt en zelfs tanende is, aangezien Flagg hem niet zelf kan doden en dit Lloyd moet laten doen.
Flagg wil de overblijvers, Brentner en Underwood, in het openbaar executeren, maar op dat moment komt de Trashcan Man met een atoombom uit de woestijn terug, die door de Hand van God tot ontploffing wordt gebracht. Flagg verdwijnt plotsklaps. De zwaargewonde Stu Redman wordt door Tom Cullen opgepikt en samen keren ze naar Boulder terug.
Terwijl de Vrije Zone zich tot een nieuwe samenleving ontwikkelt, beginnen het jaar erop een aantal bezorgde bewoners weer weg te trekken. Bewoners doen hun deuren weer op slot, er wordt een politiemacht getraind, wachtposten staan aan de gemeentegrenzen. Als alles bij het oude blijft, dan zal de mensheid ook dezelfde fouten maken. Inmiddels ontwaakt Flagg op een tropisch eiland, waar hij opnieuw met zijn gemanipuleer begint.

## Belangrijkste personages
- Nick Andros: Een doofstomme jongen die in het plaatsje Shoyo door de sheriff wordt opgevangen, na in elkaar te zijn geslagen. Daar maakt hij de epidemie mee die het hele plaatsje uitroeit, en vertrekt hij uiteindelijk naar moeder Abigail. Onderweg komt hij Tom Cullen tegen. Hij ontpopt zich in de Vrije Zone als leider, maar komt om in de bomaanslag van Harold. Na zijn dood geeft hij Tom in zijn dromen advies.
- Glen Bateman: Een professor in de sociologie die met Stuart Redman en Fran Goldsmith naar de Vrije Zone trekt. Uiteindelijk vertrekt hij naar Las Vegas om daar Randall Flagg te confronteren. In de gevangenis van Las Vegas maakt hij Flagg belachelijk en vernedert hem. Vreemd genoeg kan Flagg hem niet kwetsen met zijn magische krachten en moet Lloyd hem uiteindelijk doodschieten.
- Ralph Brentner: Ralph is een boer uit het midwesten die zich bij de groep van Nick Andros aansluit op weg naar Moeder Abagail. Hij neemt zitting in het bestuur van de Vrije Zone, de Permanente Commissie, en trekt met Larry, Stu en Glen naar Las Vegas om Randall Flagg te confronteren.
- Nadine Cross: Een onderwijzeres die voorbestemd is om Randall Flaggs kind te dragen. Ze verleidt Harold met seks (zo kinky als Harold maar wil met uitzondering van vaginale sex omdat Flagg haar moet ontmaagden en bezwangeren) tot zijn acties tegen de Vrije Zone. Ze verraadt samen met Harold de Vrije Zone en werkt mee aan de bomaanslag op de Permanente Commissie. Onderweg naar Las Vegas laat ze Harold achter om te sterven nadat deze verongelukt en ontmoet Flagg in de woestijn, maar wordt krankzinnig na door Flagg zwanger te zijn gemaakt. Ze provoceert Flagg in een vlaag van bezinning zodat die haar en daarmee het ongeboren kind vermoordt.
- Tom Cullen: Een zwakzinnige die met Nick naar de Vrije Zone trekt. Hij denkt dat alles als M-A-A-N wordt gespeld. Hij is makkelijk te hypnotiseren, en onder hypnose wordt hij "Gods Tom", bezit speciale gaven, en accepteert de opdracht om als spion naar Las Vegas te gaan. Als spion verblijft hij enige tijd in Las Vegas, en wordt als enige niet door Flagg opgemerkt. Op de terugweg redt hij de gewonde Stu.
- Abagail Freemantle: Een oude vrouw met een sterk geloof in God, die uitgroeit tot symbool van de Vrije Zone. Via haar geeft God Larry, Stu, Glen en Ralph de opdracht naar Las Vegas te gaan.
- Randall Flagg: De duistere man. Hij beschikt over magische krachten en kan zich in o.a. een kraai veranderen. Wolven, wezels en kraaien gehoorzamen hem en hij kan mensen met zijn krachten krankzinnig maken of verwonden. Hij kan zijn "Oog" op pad sturen, waarmee hij van grote afstand mensen kan volgen. Merkwaardig is dat hij geen macht heeft over mensen die niet bang voor hem zijn (wellicht ook omdat ze onder speciale bescherming van God staan). Zowel de Rechter als Bateman kan hij niet zelf doden en hij moet anderen het vuile werk laten opknappen. Ook kan zijn Oog zowel de Trashcan Man als Tom Cullen niet volgen, wellicht door hun handicaps. In Las Vegas sticht hij een totalitaire staat met Lloyd als zijn rechterhand, en tracht de Verenigde Staten en wellicht later de wereld te beheersen. Later loopt zijn imago echter verschillende deuken op door de sabotage van Trashcan Man en het ontsnappen van Tom Cullen, en beginnen mensen weg te lopen. Feitelijk is Randall Flagg slechts een van zijn vele namen, en is hij een soort demon. Om de zoveel tijd wordt Flagg "opnieuw geboren" en verliest dan zijn geheugen, ook al is hij zo oud als de kosmos. Voor de epidemie hield hij zich bezig met het steunen en leiden van allerlei extremisten om onrust te stoken. Randall Flagg is een personage dat in meerdere King-boeken voorkomt.
- Fran Goldsmith: Ze is zwanger van haar ex-vriend als de epidemie uitbreekt en haar ex-vriend en ouders omkomen. Ze trekt naar Boulder met Harold, en ontmoet onderweg Stuart en Glen. Ze krijgt een relatie met Stuart waardoor Harold uit jaloezie tot verraad wordt gedreven. Aan het eind van het verhaal krijgt ze een baby, die ze Peter noemt (naar haar vader).
- Lloyd Henreid: Lloyd verhongert tijdens de epidemie bijna in de gevangenis van Phoenix waar hij vastzit wegens meervoudige moord. Flagg bevrijdt hem en maakt hem zijn rechterhand. Lloyd is niet bijster slim maar wel ontzettend loyaal, en steunt Flagg tot het eind. Als een vriend hem uitnodigt om met hem en zijn groep te ontsnappen weigert hij, ondanks het feit dat ook hij zijn twijfels over Flagg heeft gekregen. Uiteindelijk komt hij om in de kernexplosie die heel Las Vegas vernietigt.
- Harold Lauder: Hij is met Fran de enige uit Ogunquit, Maine, die de epidemie overleeft. Hij is zeer intelligent maar onaantrekkelijk, en staat bekend als een viezerik in tegenstelling tot zijn populaire zusje Amy via wie hij Fran kent. Zijn hormonen gieren door zijn lijf maar geen enkel meisje is in hem geïnteresseerd. Hij trekt met Fran naar Boulder, maar als hij haar de liefde verklaart wijst ze hem af. Hij heeft vanaf het begin een grote hekel aan Stuart die alles is wat hij niet is (stoer, aantrekkelijk, mannelijk), en is bang dat hij een relatie met Fran zal beginnen, op wie hij al verliefd was vanaf de lagere school. Wanneer Fran en Stuart daadwerkelijk een relatie beginnen slaat deze jaloezie in regelrechte haat, en daarom zal hij uiteindelijk samen met Nadine trachten de belangrijkste leiders met dynamiet te vermoorden. In een moment van bezinning realiseert hij zich dat hij in Boulder een belangrijk persoon kan worden, waar niemand ook maar enig idee heeft van de reputatie die hij in Ogunquit had. Zijn ideeën zijn immers zeer waardevol, en hij oogst bewondering en respect. Toch zet hij de aanslag door, gedreven door zijn oude frustratie, zijn jaloezie, het feit dat hij gepasseerd was voor een plaats in de Permanente Commissie, en zijn belofte aan Flagg. De aanslag mislukt en op weg naar het westen verongelukt hij door de kwade wil van Flagg, die hem te eigenzinnig, te slim en (dus) te gevaarlijk vindt.
- Stuart Redman: Stuart was een van de eersten die met de besmette Campion in contact kwam en immuun bleek. Hij en zijn dorpsgenoten worden geïsoleerd en aan tests onderworpen, eerst in Atlanta maar daarna als ook daar het virus uitbreekt wordt hij alleen (want zijn dorpsgenoten zijn inmiddels overleden) naar een andere inrichting in Vermont overgebracht. Redman ontsnapt als vrijwel iedereen in het complex zelf besmet raakt en overlijdt. Hij trekt naar de Vrije Zone en krijgt een relatie met Fran. Uiteindelijk trekt hij met Glen, Ralph en Larry naar het westen om Flagg te confronteren, maar doordat hij zijn been breekt bereikt hij Vegas niet. Tom Cullen vindt hem en samen keren ze als enige naar de Vrije Zone terug.
- Lucy Swann: Zij ontmoet Larry en Nadine op weg naar moeder Abagail en wordt uiteindelijk Larry's vriendin. Ze raakt van hem zwanger met een tweeling, die echter omdat Larry in Las Vegas is omgekomen zonder hun biologische vader zal opgroeien.
- The Trashcan Man: Dit is de bijnaam die Donald Elwin Melbert werd gegeven omdat hij vuilnisbakken in brand stak. De Trashcan Man is een pyromaan en zit tijdens de epidemie een gevangenisstraf uit wegens het in brand steken van een kerk. Ook heeft hij elektroshocktherapie in een inrichting ondergaan, wat permanente schade aan zijn hersens heeft aangericht. Na de epidemie neemt hij zijn kans waar en steekt een olietank in Gary, Indiana in brand. De dagen erna belooft Flagg hem in een droom een hoge rang in zijn leger. De Trashcan Man is niet al te slim, maar blijkt een idiot savant op het gebied van techniek, wapens en explosieven, waardoor Flagg zijn leger kan opbouwen. Als zijn collega's hem echter plagen ("als je met vuur speelt plas je in je bed") krijgt hij een flashback van zijn jeugd waarin hij gepest werd en saboteert uit wraak de vliegtuigen, wat de piloten hun leven kost. Om dit vergrijp goed te maken steelt hij een atoombom en brengt die naar Las Vegas, waar hij door de "hand van God" wordt gedetoneerd. Zo vervult Trash zijn lotsbestemming, en lijkt hierin wel enigszins op Gollem uit The Lord of the Rings. Wat hem nog tragischer maakt is dat hij hier geen keus in lijkt te hebben; hij laat zich door de omstandigheden en het lot heen en weer duwen en accepteert het gelaten, omdat hij zijn hele leven heen en weer is geduwd.
- Larry Underwood. Larry breekt op het moment van de epidemie net door met zijn single "Baby can you dig your man?" Tijdens de epidemie verblijft hij in New York omdat hij schulden heeft gemaakt bij een drugsdealer in L.A. Na het overlijden van zijn moeder trekt hij naar Boulder en confronteert uiteindelijk Flagg samen met Ralph Brentner. Hij komt met Ralph, Lloyd en de Trashcan Man om in de kernexplosie veroorzaakt door de Hand van God en de atoombom. Larry is aanvankelijk een lafaard die verantwoordelijkheid uit de weg gaat, wegloopt van problemen en het ene vrouwenhart na het andere breekt, maar voelt zich hier schuldig over en verandert door de omstandigheden en de goede invloed van zijn nieuwe vriendin Lucy Swann.
- Rita Blakemoor is een rijke oudere dame die Larry in New York ontmoet wanneer de epidemie net over het hoogtepunt is. Ze is in zekere zin ook verwend en nadat Larry met haar geslapen heeft voelt hij zich onbehaaglijk: ze leunt wel erg sterk op hem en slikt voortdurend pillen. Na een paar dagen pleegt ze zelfmoord door een overdosis aan pillen wat Larry een enorm schuldgevoel bezorgt over zijn eerdere gebrek aan geduld met haar.
- Charles D. Campion is de besmette bewaker die uit het geheime overheidscomplex ontsnapte. Hij vlucht met zijn vrouw en kind naar het oosten, om uiteindelijk doodziek in Texas te stranden waar hij door Stu en zijn vrienden wordt opgevangen. Zijn gezin is dan al in de auto overleden, en Campion overlijdt onderweg naar het ziekenhuis. Inmiddels heeft hij dan al alle omstanders besmet, waarmee de epidemie een aanvang neemt. Zijn initialen, CDC, komen overeen met de afkorting van het Centre for Disease Control.
- Generaal Starkey is de eindverantwoordelijke over "Project Blue", het genetisch modificeren van bacillen en virussen om zo "superziekten" te creëren. Starkey doet alles om het geheim van het project te bewaren en laat hiervoor zelfs journalisten doodschieten. Als de president hem ontslaat laat hij het virus naar Rusland en China verspreiden, en pleegt vervolgens zelfmoord. Vreemd genoeg is hij vriendelijk voor zijn ondergeschikten.
- The Kid is een kleine crimineel die de Trashcan Man oppikt onderweg naar Flagg. Hij intimideert en misbruikt Trash en maakt hem tot zijn persoonlijke slaaf. The Kid verkondigt dat hij de "duistere man" gaat afzetten, maar Flagg stuurt wolven om Trash te redden. The Kid moet zich, omsingeld door wolven, in een auto terugtrekken. Als hij na een paar dagen door honger en dorst gedreven de confrontatie aangaat schiet hij een aantal wolven neer en vermoordt de wolf die zijn keel doorbijt door hem met blote handen te kelen. Stu, Glen, Larry en Ralph vinden hem later en noemen hem "de Wolfman". King baseerde hem op Charles Starkweather.

## Verschillen tussen de complete en verkorte versie
De oorspronkelijke versie van The Stand was door King op aandringen van zijn uitgever verkort. Later is de onverkorte versie alsnog uitgegeven. In de verkorte versie zijn tal van kleinere details weggelaten. Enkele andere opmerkelijke verschillen zijn:
- In de onverkorte versie worden de levensgeschiedenissen en karakters van de personages veel uitgebreider beschreven;
- In de verkorte versie zijn de proloog (de vlucht van de besmette Campion) en de epiloog (Flaggs ontwaken aan een tropisch strand) weggelaten;
- De jaartallen zijn aangepast in de latere onverkorte versie, hoewel er hierdoor wel een aantal details niet meer kloppen. Zo hebben sommige mensen zwart-wit-tv's, kost het huren van een strandhuis in Malibu "slechts" $ 1000 per maand, en verdient Lilah Bruett slechts een dollar met een hele ochtend babysitten, terwijl het verhaal in de onverkorte versie zich afspeelt in 1990;
- In de onverkorte versie valt Ray Booth Nick Andros aan het eind van de epidemie nog een keer aan, en beschadigt Nicks oog voordat Nick hem doodt;
- In de verkorte versie is de episode tussen de Trashcan Man en The Kid weggelaten;
- In de verkorte versie is de hysterische reactie van Frannies moeder op Frannies zwangerschap, het verloop van de epidemie in Ogunquit, en het overlijden van Frannies vader weggelaten;
- In de verkorte versie loopt de groep van Frannie op weg naar Nebraska vier vrouwen tegen het lijf. In de onverkorte versie bevrijdt de groep hen uit een "harem" waarin ze door ex-soldaten gevangen worden gehouden voor seksueel genot.

## Lord of the Rings
Het boek bevat twee expliciete en meerdere impliciete verwijzingen naar Lord of the Rings, van J.R.R. Tolkien. Dit is geen toeval. Stephen King heeft aangegeven dat Lord of the Rings zijn belangrijkste inspiratiebron was, en dat hij een soortgelijk verhaal wilde schrijven in Amerikaanse context. De woestijn van Las Vegas en Nevada komt overeen met Mordor, en in plaats van de Barad-dûr regeert de Randall Flagg van de hoogste hoteltoren van Las Vegas. Evenals Sauron bezit Flagg een 'alziend oog' dat hij eropuit kan sturen. Net als in Lord of the Rings is het kwaad uiteindelijk zelfvernietigend en zijn de helden eigenlijk een soort getuigen. En ook hier heeft een tragisch figuur, Trashcan Man, op een soortgelijke wijze als Gollem een sleutelrol in de uiteindelijk ondergang van het kwaad.

## Verfilming

### Film
Het verhaal werd in 1994 door Mick Garris verfilmd en als miniserie van circa zes uur uitgebracht. Stephen King schreef, behalve het achterliggende boek, ook het scenario van de film en speelde er een bijrol in. De bezetting bestond onder meer uit Gary Sinise, Jamey Sheridan, Ossie Davis, Rob Lowe en Molly Ringwald. De film vertoont eveneens verschillen met het boek, voornamelijk het weglaten van een aantal personages en subplots.

#### Rolverdeling
- Gary Sinise - Stu Redman
- Molly Ringwald - Frannie Goldsmith
- Jamey Sheridan - Randall Flagg
- Ruby Dee - moeder Abigail Freemantle
- Miguel Ferrer - Lloyd Henreid
- Corin Nemec - Harold Lauder
- Matt Frewer - Trashcan Man
- Adam Storke - Larry Underwood
- Ray Walston - Glen Bateman
- Rob Lowe - Nick Andros
- Peter Van Norden - Ralph Brentner
- Bill Fagerbakke - Tom Cullen
- Laura San Giacomo - Nadine Cross
- Ossie Davis - rechter Richard Farris
- Rick Aviles - Rat Man
- Bridgit Ryan - Lucy Swann
- Kellie Overbey - Dayna Jurgens
- Cynthia Garris - Susan Stern

### Televisieserie
In 2020 werd het boek als basis gebruikt voor een gelijknamige televisieserie die van 17 december 2020 tot en met 11 februari 2021 uitgezonden werd door Paramount+. In de serie waren hoofdrollen weggelegd voor James Marsden, Odessa Young, Owen Teague en Gordon Cormier.